# 知覧特攻平和会館
知覧特攻平和会館（ちらんとっこうへいわかいかん）は、鹿児島県南九州市知覧町郡（旧川辺郡知覧町）にある歴史博物館。第二次世界大戦末期に編成された大日本帝国陸軍航空隊の特攻に関する資料を展示している。また、知覧特攻平和会館が建てられている場所とその周辺は、知覧平和公園として整備されている。
この記事では大日本帝国陸軍の飛行場である知覧特攻基地（ちらんとっこうきち）についても記述する（詳細は「#特攻基地の歴史」を参照）

## 歴史

### 終戦後の特攻隊員の慰霊と特攻平和観音像の建立
沖縄戦で大日本帝国陸軍の陸軍航空隊第6航空軍司令官として特別攻撃隊を指揮した菅原道大が、終戦後に自決を決心していたが、参謀長の川嶋虎之輔少将から「特攻隊の精神顕彰事業を為すは菅原将軍をおいて無し」と特攻隊員の慰霊をするように説得されると、「正に然り、特攻精神の継承、顕彰は余を以って最適任者たること、予之を知る」 と自決することは断念し、もっとも特攻を知る者として、特攻隊員の顕彰、慰霊、遺族への弔問を行うことを決心、戦後になってからは私財を投じて全国の特攻隊員の遺族巡りをしていた。
知覧飛行場は戦後に進駐してきたアメリカ海兵隊に破壊されて跡形も無くなっており、「特攻の母」こと鳥濱トメが、独自で跡地に木切れの慰霊碑を立てて生花や線香を絶やさずに供し慰霊を続けているだけであった。遺族巡りを続けていた菅原は、特攻隊員の慰霊施設の必要性を痛感し、元日本陸軍航空総軍司令官河辺正三や軍令部総長及川古志郎ら元軍幹部などと「特攻平和観音奉賛会」を設立、法隆寺の夢違観音像にちなみ、胎内に菅原直筆の特攻戦没者の芳名を記した巻物が収められた「特攻平和観音像」を4体建立し、うち1体を、陸軍航空隊の特攻基地であった知覧に祀りたいと知覧町に申し出た。同時に、菅原らは観音像を祀る観音堂建立のための協力を要請し、日本全国で寄付金も募った。
地元知覧でも、鳥濱が知覧町役場に協力を要請するなど積極的に行動していたが、観音堂建立の動きは戦後間もなくの反軍反戦の風潮のなかで、平和運動団体などから｢戦争賛美｣と批判されるなど大変な苦労があった。鳥濱ら関係者はその都度｢戦争犠牲者慰霊のための観音堂がなぜ悪いか｣とはっきり反論している。やがて、鳥濱らの要請を受けて知覧町も工費の一部を負担することとなり、陸軍航空隊知覧飛行場跡地に特攻隊員の精神の顕彰と世界平和の祈念を目的に、1955年（昭和30年）9月28日に｢特攻平和観音堂｣が建立され、観音像は「知覧特攻平和観音像」と命名され観音堂に収められた。｢特攻平和観音堂｣は、特攻隊員の慰霊施設を永年にわたって望んできた鳥濱や、知覧町立高等女学校（現鹿児島県立薩南工業高等学校）の女学生で特攻隊員の世話をした元女学生ら知覧町民を喜ばせた。
知覧の知名度向上には、作家高木俊朗の著作も大いに貢献している。高木は、自らが批判してきた菅原ら特攻指導者が主導して建立した「特攻平和観音像」に対して否定的であったが、功利打算なく特攻隊員を供養し続ける鳥濱をクローズアップすることで「特攻平和観音像」に意義を見いだそうと考え、自分の著作に鳥濱を何度も登場させた。とくに1964年6月劇場公開された、高木の特攻に関する著作の映画化である『出撃』で鳥濱を「特攻おばさん」として紹介、この映画上映後に高木は知覧を訪れて、鳥濱の旅館に宿泊し、知覧高等女学校の女生徒で編成された勤労奉仕隊戦後「なでしこ隊」と呼ばれることになった元女学生らから証言を集めるなど取材を行って、この取材に基づき、1964年から1965年にかけて「週刊朝日」で知覧特攻基地についての連載を行い、後にこの連載は『知覧』として書籍化された。高木が知覧町に訪れたときに撮影された、笑顔で会食する高木と元女学生の写真が知覧町の町報に掲載されており、当時の高木に対する知覧町の歓迎の様子がうかがえる。
鳥濱は高木の著作に取り上げられたことで、知名度が全国区となっていったが、さらに1972年に、歌謡曲『岸壁の母』を二葉百合子がカヴァーしたことによって起こったリバイバルブームで、｢岸壁の母｣のモデル端野いせのように銃後の母の物語が注目されるようになり、自分の息子のように特攻隊員と優しく接した鳥濱も銃後の母の１人としてクローズアップされて、「特攻おばさん」から「特攻の母」と呼ばれるようになって、さらに知名度が向上していき、全国放送のテレビ番組にも出演して、鳥濱をモデルにした歌謡曲｢基地の母｣（歌唱：菊池章子）も発売されて、鳥濱と｢特攻基地知覧｣の名前は全国に知れ渡った。

### 知覧特攻遺品館の設置
1960年代から1970年の知覧町は過疎化が進行し、また知覧茶に代表される主要産業であった茶業も嗜好の変化によって苦境に立たされていた。そこで、知覧町は地域活性の起爆剤として、高木の文筆活動によって向上していた知名度にあやかって、知覧特攻観音付近を観光資源として開発を進めることにした。まずは、知覧基地跡地に整備されていた運動公園に休憩所を新築、その2階を特攻隊員の遺品や遺書を展示する｢知覧特攻遺品館｣として整備することとし、近隣に特攻隊員の銅像「とこしえに」の建立も計画された。知覧町は菅原ら旧日本軍関係者や、旧日本陸軍航空隊陸軍少年飛行兵の戦友会「少飛会」などと連携し全国で寄付を募り、不足分は地方債を発行して調達し、1975年までに完成した。「知覧特攻遺品館」には、第213振武隊として知覧飛行場から特攻出撃するも機体の故障で不時着し九死に一生を得た、元特攻隊員で名古屋市役所職員の板津忠正が集めた特攻隊員の遺影や遺品や遺書が展示されることとなり、のちに板津は名古屋市役所を早期退職して知覧の「特攻遺品館」の事務局長に就任し、施設の維持管理とともに、まだ収集できていない陸軍航空隊特攻隊員の遺影や遺品などの収集を行った。知覧町も全国都道府県役場に協力を依頼、｢陸軍特攻隊員御遺族芳名録｣を作成し板津の収集作業を支援している。
｢特攻平和観音堂｣と隣接する知覧町の護国神社においては、毎年、知覧地区出身の戦没者の慰霊祭が開催されていたが、｢特攻平和観音堂｣が建立されると、毎年7月28日に護国神社の慰霊祭と夏祭りが一体化した｢特攻観音夏祭り体育大会｣が開催されるようになった。このイベントは、従来から行われてきた知覧地区出身の戦没者の慰霊祭と、知覧地区出身の戦没者ではない特攻隊員の慰霊祭を融合させたもので、さらにその慰霊祭の記念行事として、高校生らによる各種スポーツの競技会を行うようになったものである。しかし、｢知覧特攻基地｣の知名度が高木の著作などで高まると、慰霊祭に全国各地の特攻隊員の遺族や戦友会関係者が参列するようになり、参列人数が増加し、参拝者の要望もあって酷暑を避けて｢特攻機の出撃がもっとも多かった月｣として5月の28日に夏祭りとは切り離した慰霊祭のみが開催されるようになった。さらに、1974年に「とこしえに」が完成すると、開催日を参列者が休暇を取りやすいゴールデンウィーク中の5月3日に変更し、名称も｢知覧特攻基地戦没者慰霊祭｣と改められた。当初の参列者は鳥濱や菅原ら関係者十数名に過ぎなかったが、｢知覧特攻基地戦没者慰霊祭｣となって「特攻遺品館」が完成し、知覧町（現在は南九州市）あげての大規模なものになってからは、観光客が激増するのに併せて、慰霊祭の参列者も増え続けて、参列者が1,000名を超えるような大きな催しとなっている。1977年には、鳥濱と『基地の母』を歌った歌手の菊池と「岸壁の母」端野の3名が、「知覧特攻基地戦没者慰霊祭」に参列する様子が、読売新聞などの全国紙に取り上げられ、知覧町の町報にも大きく取り上げられている。
このように、知覧町は特攻を観光資源として観光地化を進めており、その経過で「特攻平和観音像」建立の発起人として、自らガリ版刷りで案内状を印刷するなど主導的な立場で、特攻隊員の慰霊・顕彰に尽力し成果を挙げていた菅原 ら特攻作戦を推進した旧軍人とも良好な関係を築いていた。知覧町の住民も、慰霊祭などで知覧を訪れる旧軍人を表立って批判することはなかったので、旧軍人や特攻には徹底して批判的であった高木は次第に苛立ちを募のらせていく。当時の旧軍人と知覧町の関係については、菅原らの「知覧特攻基地戦没者慰霊祭」の参列がたびたび知覧町の町報で報じられており、良好な関係がうかがえる。高木が「知覧特攻遺品館」を訪れた際には、特攻の概要の音声説明に高木の著作の記述の一部が無断で使用されていたり、また遺品の展示の仕方や施設の運営のあり方も高木の理想とはほど遠かったため、｢特攻遺品館は、低俗、後進意識で運営されている｣｢特攻を観光化して不潔｣｢特攻美談、浪曲調の哀話では遺品館は軍国主義遺品館となります｣などと激しい言葉で非難、また以前は懇意にしていた知覧高女の元女学生らが出版した「知覧特攻基地」という著作を「私の著作に反論し、特攻を肯定する著作だ」と激しく非難した。ただし、「知覧特攻基地」は知覧高女による奉仕隊の女生徒自らの戦中戦後の手記や、特攻隊員の遺書等をまとめたもので、具体的な高木に対する反論の記述はない。
一方で、高木が著書の中に掲載した知覧高女奉仕隊の女学生が作ったとする短歌が、実は高木自身が作ったものであり、短歌の作者として実在の女学生の名前を勝手に使用していたということが判明したり、当初は快く高木の取材を受けていた鳥濱が、話したことと著作の記述があまりにも違っていたり、著書には記述しないと約束していたことを記述されたりしたことが続いたため、不信感を募らせてすっかり取材嫌いとなってしまい、後年は高木を含むジャーナリズムに関係する人間の取材を｢あんたらに話すことはなにもないよ｣と一切拒否するようになってしまった。鳥濱は心を許していた元特攻隊員に｢世の中には我が事ばかり考えて、人様の迷惑は顧みない人が多い｣とこぼしていたという。高木が激しい言葉で非難した「知覧特攻遺品館」においても、高木が自身の著作の販売を申し入れしたところ、当時の館長がその申し入れを拒否しているなど、高木と知覧町の人たちは、最後には完全に袂を分かつこととなった。その後、町外れから観音像まで続く灯籠が建てられるなど、さらに整備されて、知覧には多くの観光客が訪れるようになった。

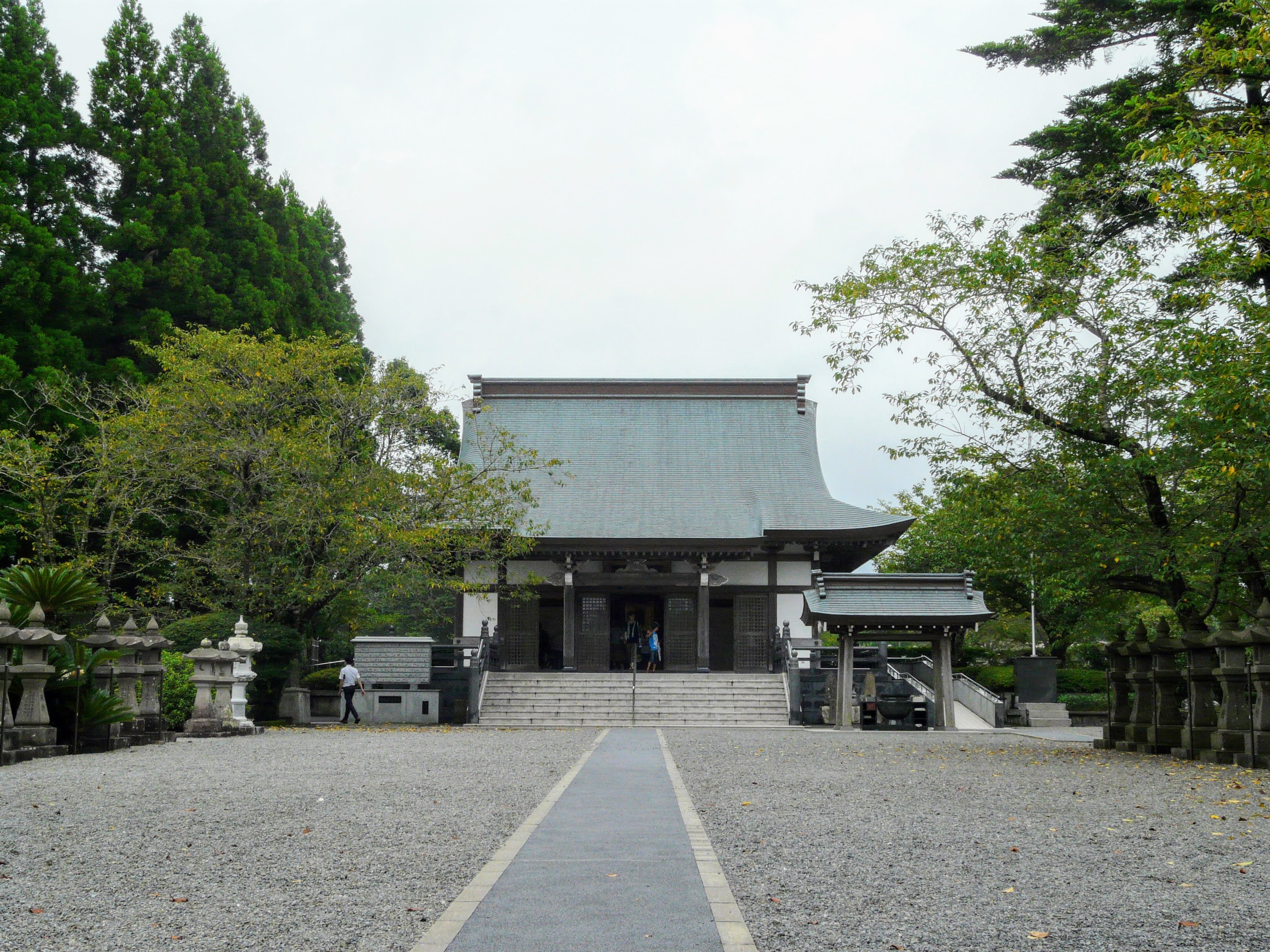
知覧特攻平和観音堂
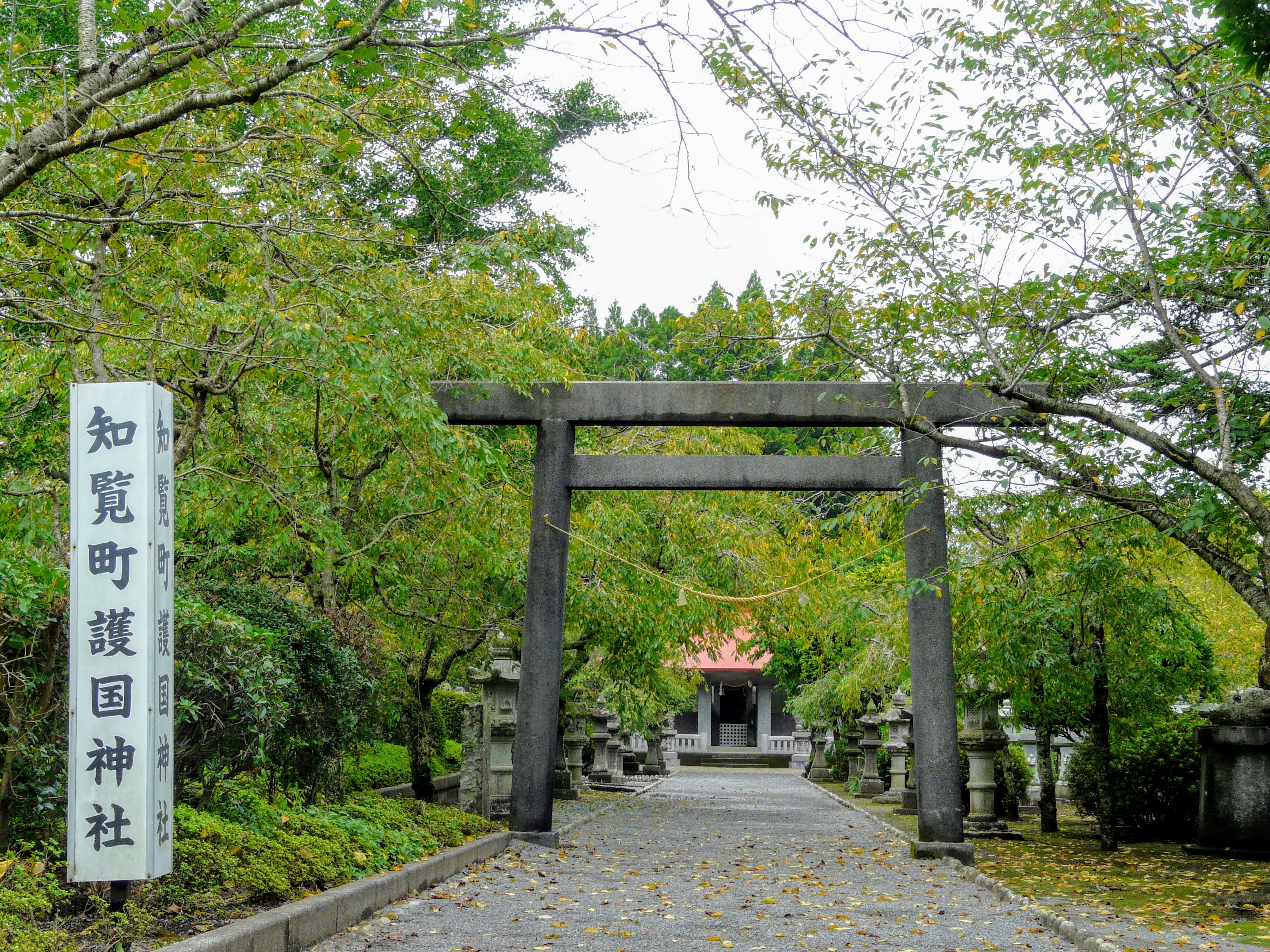
知覧町護国神社 参道と鳥居
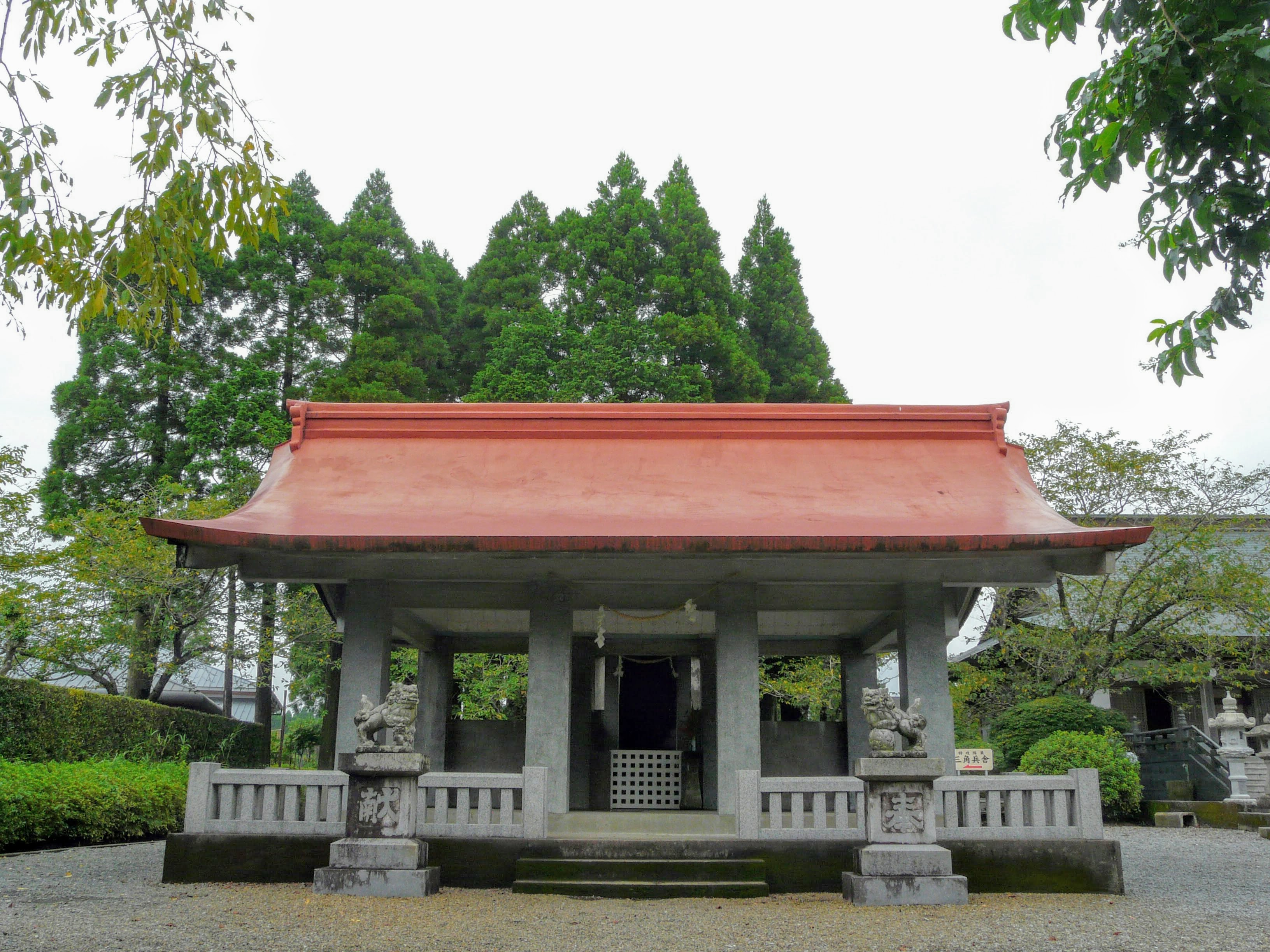
知覧町護国神社拝殿
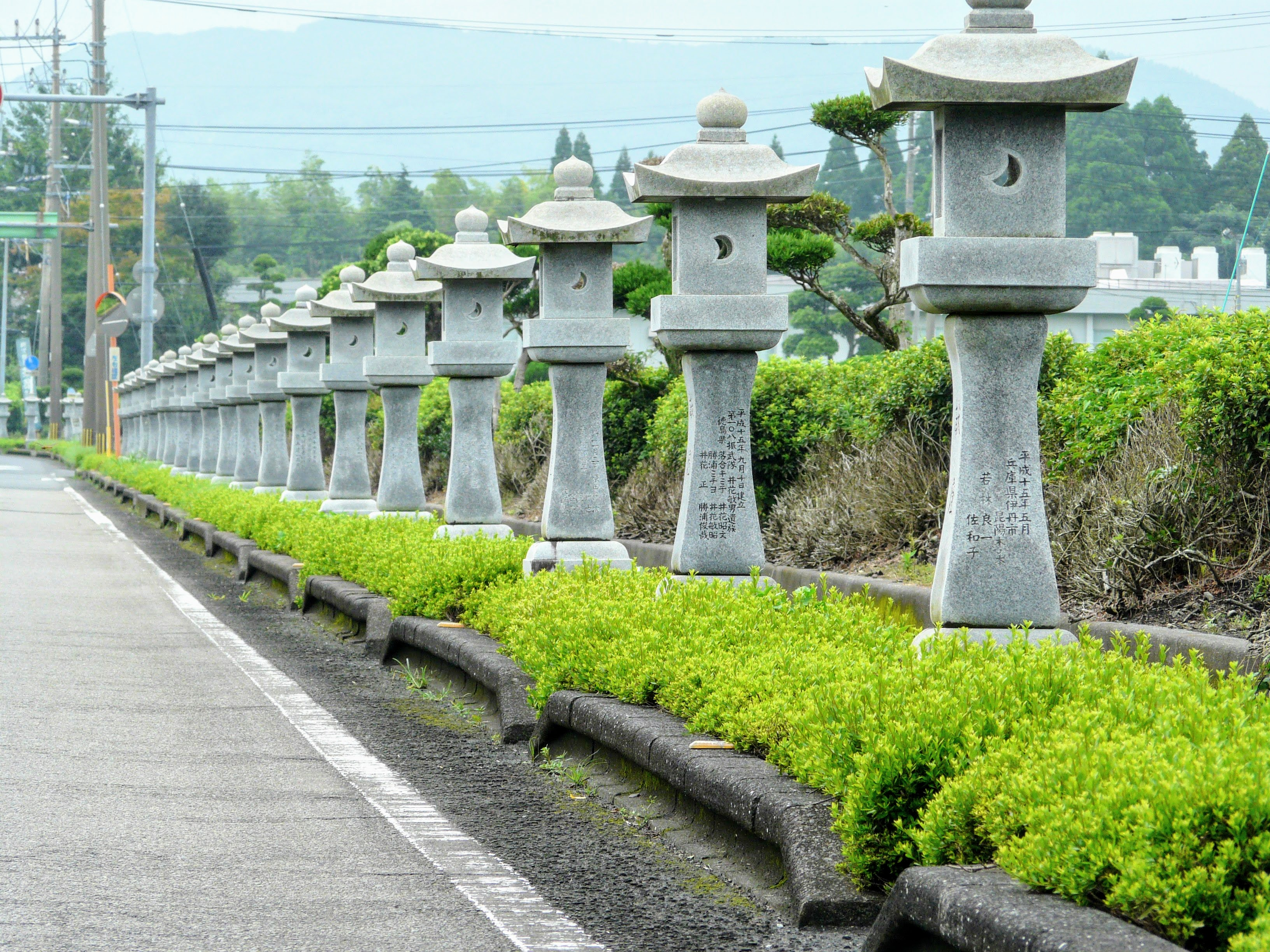
遺族などの寄進により周辺の道路脇に建てられている灯籠

### 特攻平和会館の建設
1987年になって「知覧特攻遺品館」が手狭となったため、知覧町が5億円の予算を投じて｢知覧特攻平和会館｣を建設、「知覧特攻遺品館」の事務局長であった板津が初代館長に就任した。老朽化した｢特攻平和観音堂｣も2004年に改築され、隣接する運動公園を含めて｢知覧平和公園｣として整備されて、南九州市有数の観光スポットとなり、公園内の球場や陸上競技場などの施設は様々なスポーツ大会で利用されている。また、公園内には600本の桜が植樹され、満開の時期は夜間にライトアップされるなど、絶好の花見スポットとなっており、映画『俺は、君のためにこそ死ににいく』のワンシーンにも使用されている。
来館者数は｢知覧特攻平和会館｣にリニューアル後は増加の一途をたどり、平和学習として全国から多数の修学旅行生も訪れた。来館者数はピークの2002年に73万人にまで達し、その波及効果で南九州市への観光客数を122万人にまで押し上げたが、その後は、全国各地に戦史をテーマとして、最新の展示技術を活用した競合する平和学習に対応する施設が数多く開館して競争が激化し、来館者数は減少に転じて2016年には35万人にまで減少、その影響で南九州市への観光客数も52万人にまで減少している。そのため、来館者数を増やすための、｢知覧特攻平和会館展示充実事業｣が策定され、南九州市へのふるさと納税による資金などで順次設備のリニューアルが進んでいる。
2019年に、世界最大の閲覧者数を擁する旅行口コミサイトであるトリップアドバイザーが発表した「日本の美術館・博物館ランキング2019」では、博物館部門で1位となった。

## 展示内容
写真、遺書などの遺品約4,500点、特攻隊員の遺影1,036柱などが展示されている。その展示されている遺影、遺品の多くは、知覧特攻平和会館初代館長板津忠正（元・第213振武隊員）が収集したものである。なお館内の展示品は全て撮影禁止となっている。（以下の写真は許可を得て撮影）

### 戦闘機

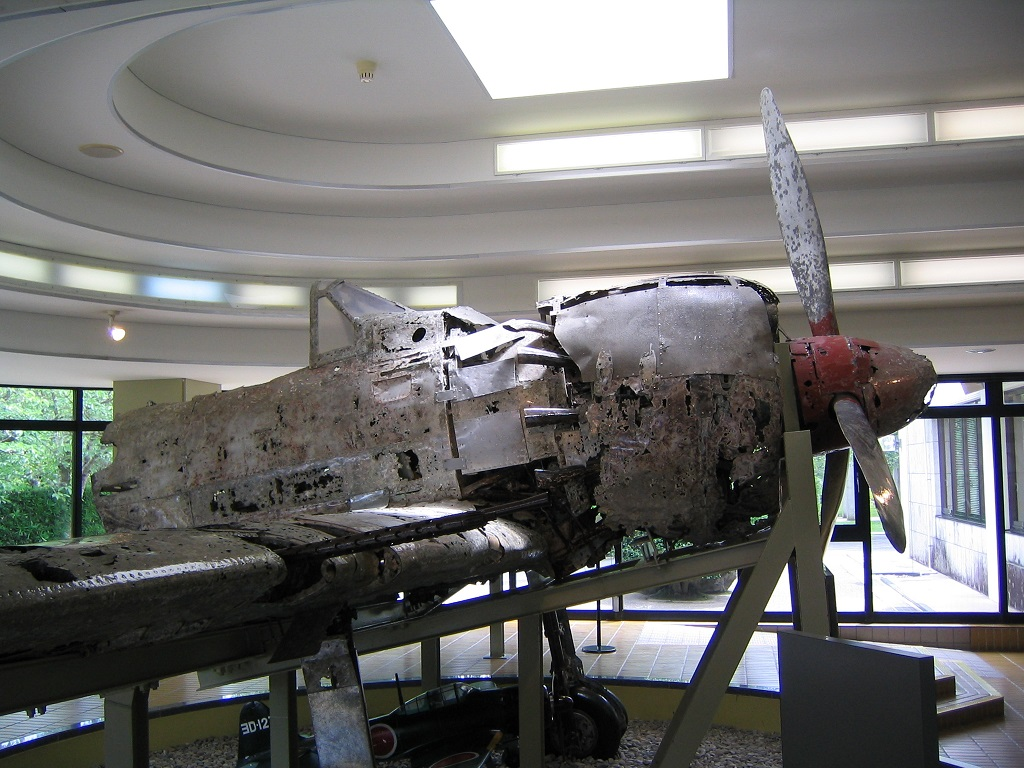
零式艦上戦闘機五二型丙

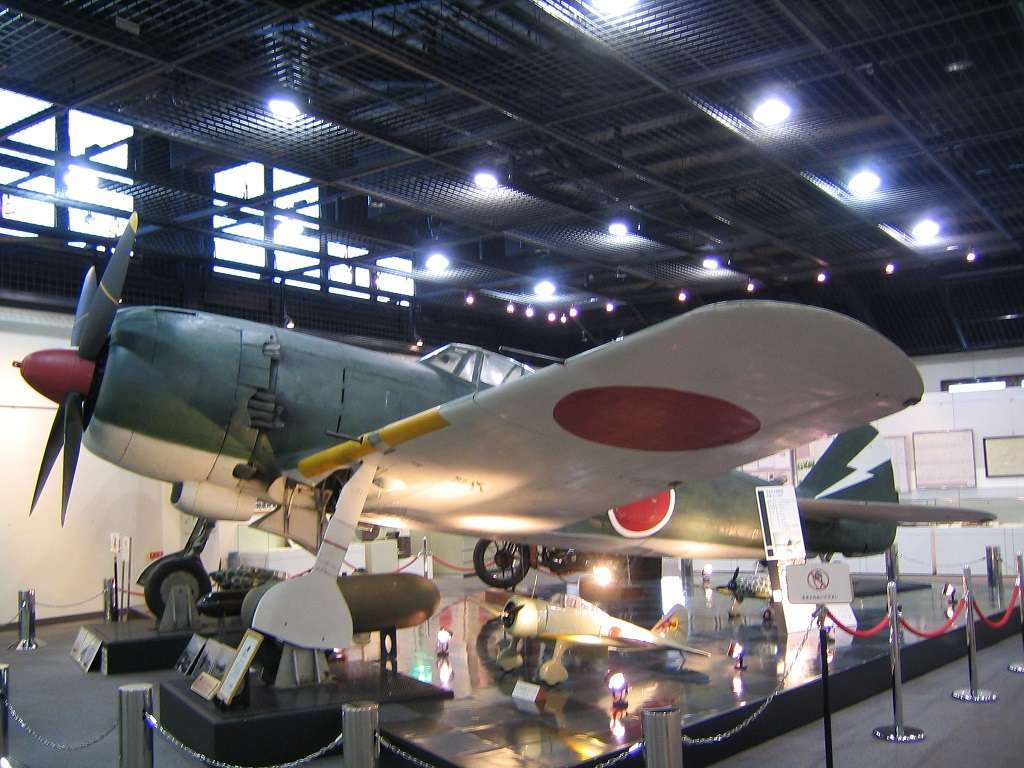
四式戦闘機「疾風」I型甲

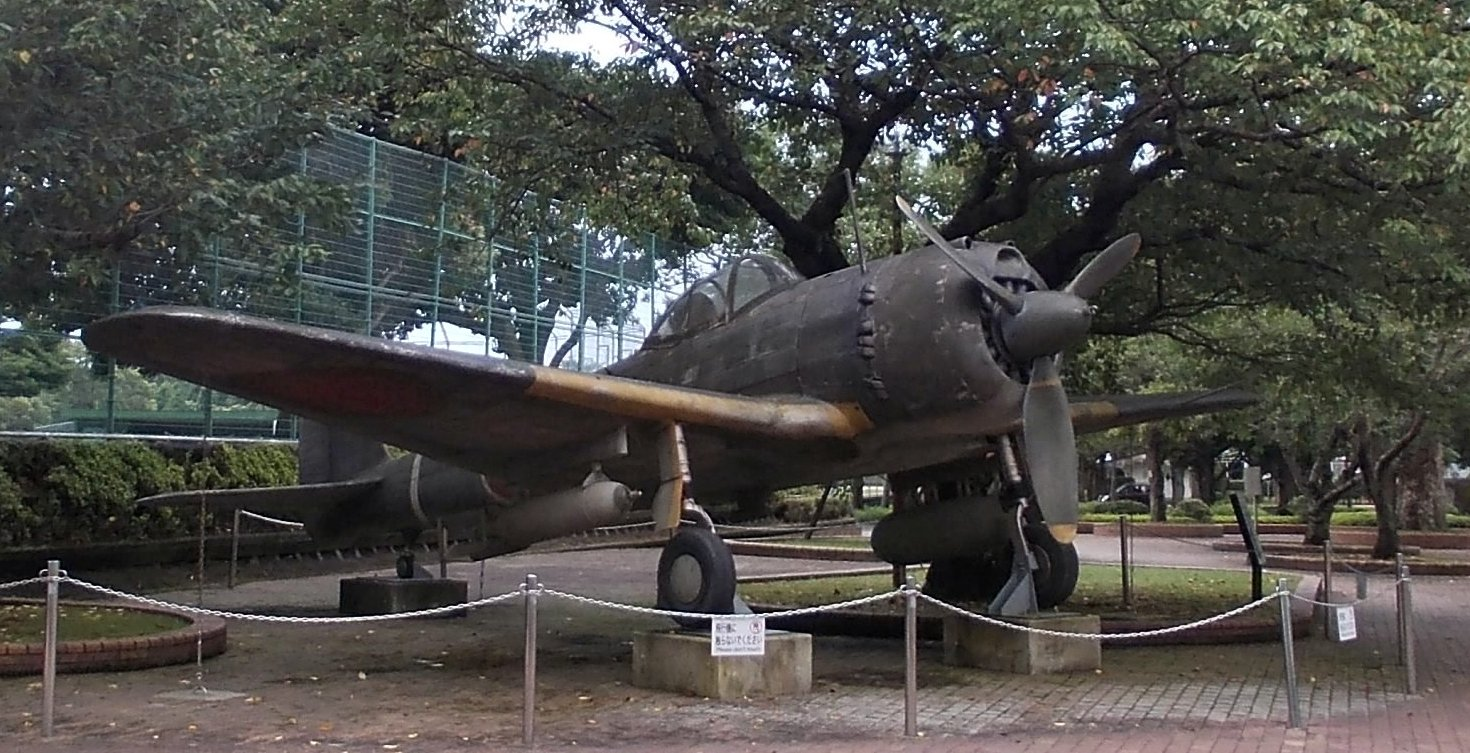
一式戦闘機「隼」III型甲

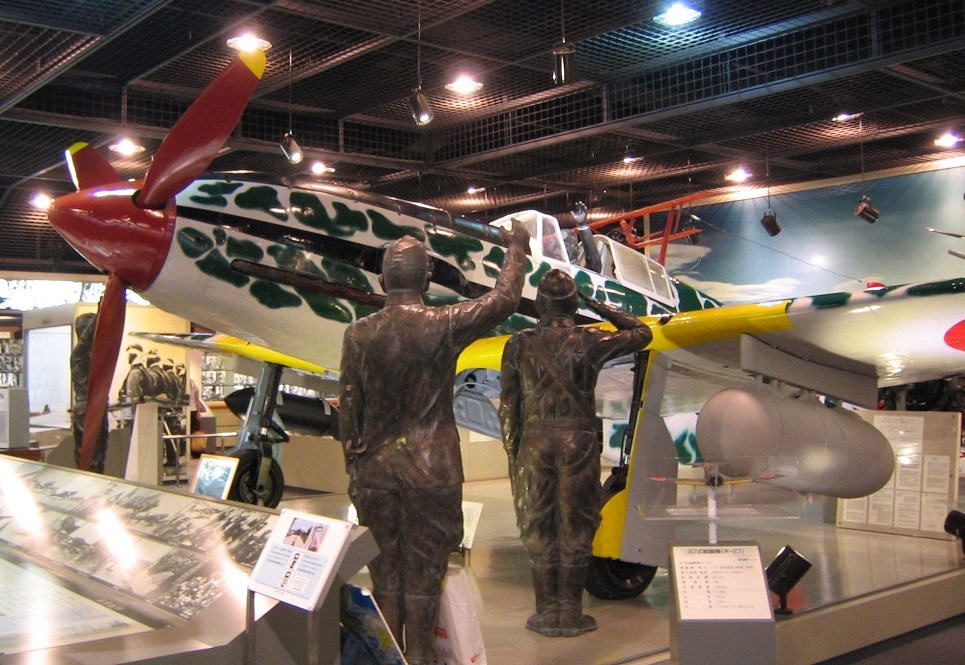
かつて展示されていた飛燕

零式艦上戦闘機五二型丙（実機）
実物。損傷が激しく機体前部と主翼及び主脚のみ現存の状態。薩摩川内市の甑島沖約500m、水深約35mに沈んでいたものを引き上げ修復したもの。
四式戦闘機「疾風」I型甲（実機）
世界で唯一原型を留めた良好な状態で現存する機体。フィリピンの戦いにおいて、アメリカ軍に鹵獲された経歴を持つ第一線からの里帰り機。戦後にアメリカのプレーンズ・オブ・フェイム航空博物館でレストアされて飛行可能であったが、日本に里帰り後、所有者を転々とし、京都の京都嵐山美術館で展示されていた際に劣悪な管理状況により飛行不能となった。その後、南紀白浜に移転、劣悪な環境で展示されていたのを知覧特攻平和会館が取得、屋内に展示され良好な状態を保っている。2008年には経済産業省より｢欧米諸国を驚愕させるまでに急成長を遂げた航空機産業の歩みを物語る近代化産業遺産群｣として近代化産業遺産に認定されたほか、2023年には日本航空協会より重要航空遺産に認定された。
一式戦闘機「隼」III型甲（レプリカ）

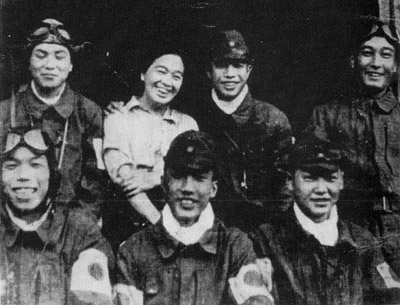
特攻隊員と冨屋食堂の鳥濱トメ、鳥濱の左にいるのが知覧特攻平和会館初代館長板津忠正

日本映画『俺は、君のためにこそ死ににいく』の撮影に使用され、映画配給元の東映より知覧町へ譲渡された実寸大精巧レプリカ。会館内の遺品室と屋外にそれぞれ1機ずつ展示されている。
なお、1986年からは、日本航空協会が所有する日本で唯一完全な形で残る三式戦闘機「飛燕」II型改が貸与を受け展示されていたが、この機体は2015年9月に修復のため岐阜県各務原市の川崎重工業岐阜工場に搬出され、兵庫県神戸市での展示を経て、2018年3月より各務原市の岐阜かかみがはら航空宇宙博物館で恒久展示されている。

### 建造物
三角兵舎（レプリカ）
特攻隊及び戦闘隊・襲撃戦隊等の隊員の宿舎で、敵機の目を欺くために松林の中に半地下式の兵舎を建て、屋根には樹木を被せ偽装が行われていた。各地から集結した振武隊員は、数日後にここから出撃する。出撃前夜には、この兵舎で壮行会が催され、薄暗い裸電球の下で、酒を酌み交わし、隊歌を歌い、遺書や別れの手紙を書き出撃していったと言われる。
　三角兵舎は、陸海軍の別、地上部隊と航空部隊との別を問わず日本各地に規格化されて建築された。
　航空部隊においては、本土空襲によって集中的に攻撃を受けたため、各兵舎や格納庫等を全撤去し、飛行場から離隔した地域に分散して建てられた。
大刀洗陸軍飛行学校知覧分教所の正門
1941年（昭和16年12月）に大刀洗陸軍飛行学校知覧分教所が開校されたが、終戦後、1951年（昭和26年）に旧・知覧中学校の正門として使用され、1981年（昭和56年）に統廃合で閉校になったため、現在地に移設復原された。
平和の鐘
戦後50年記念として1995年（平成7年）8月15日建立。

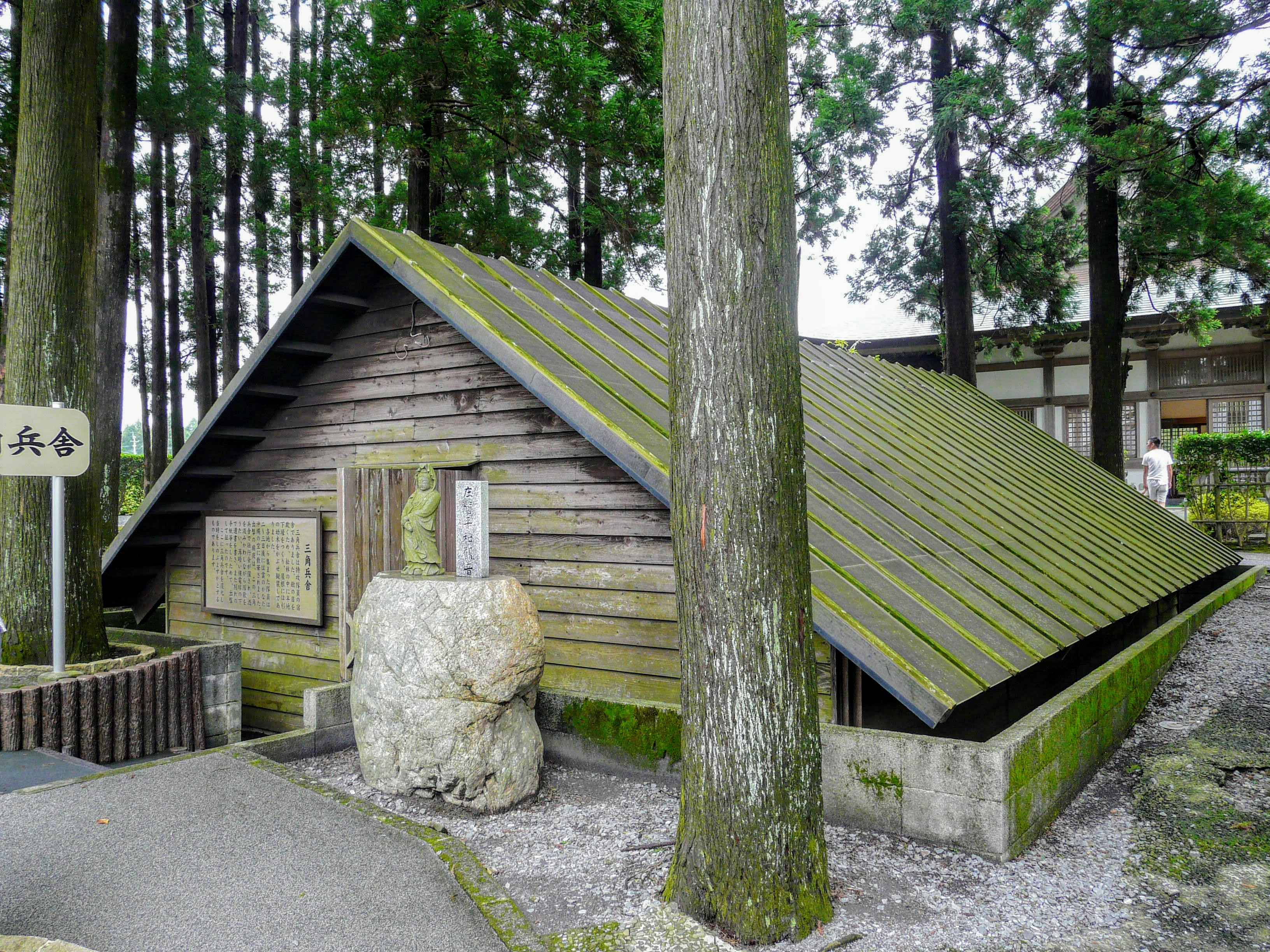
三角兵舎
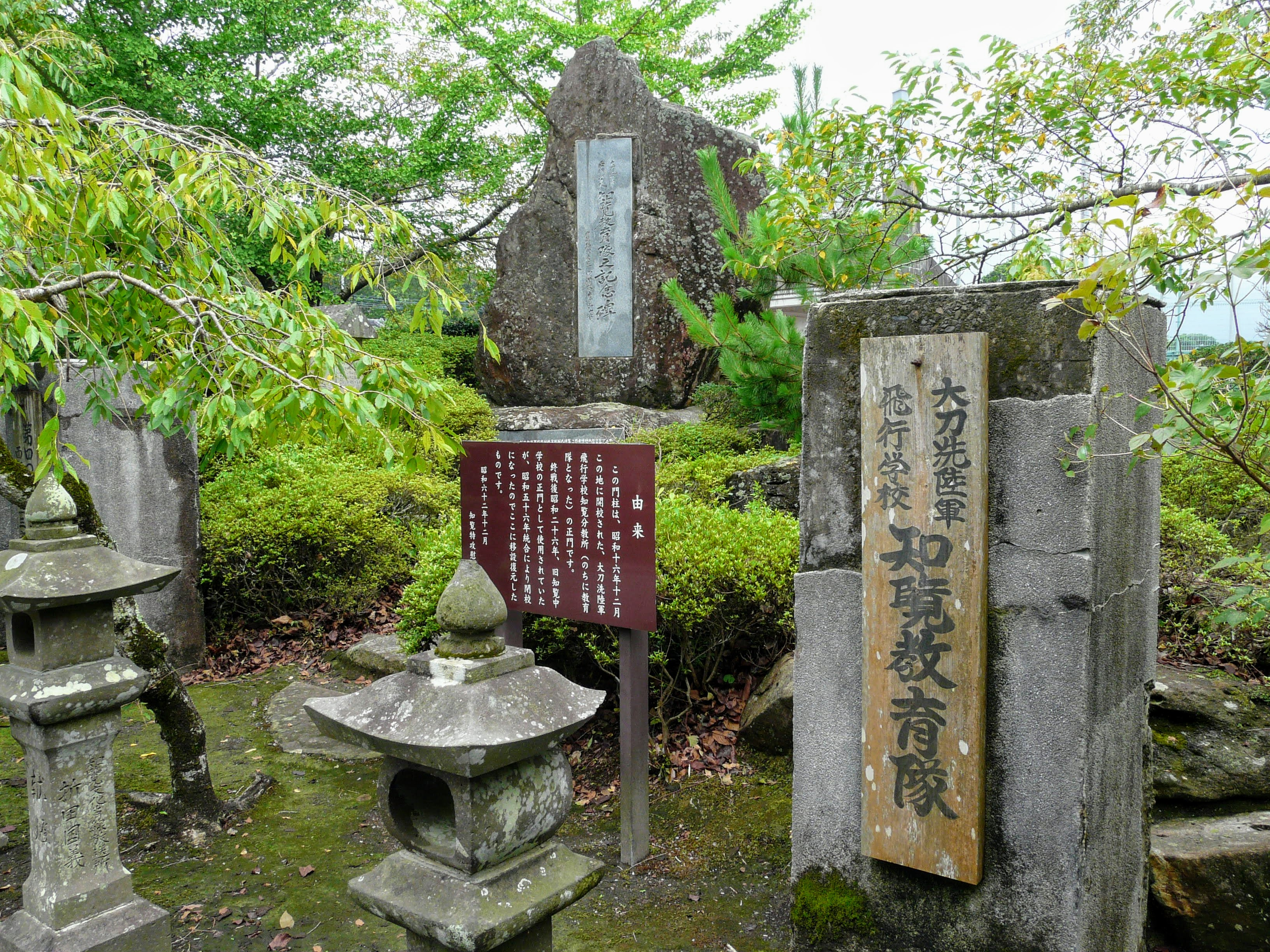
大刀洗陸軍飛行学校知覧分教所正門
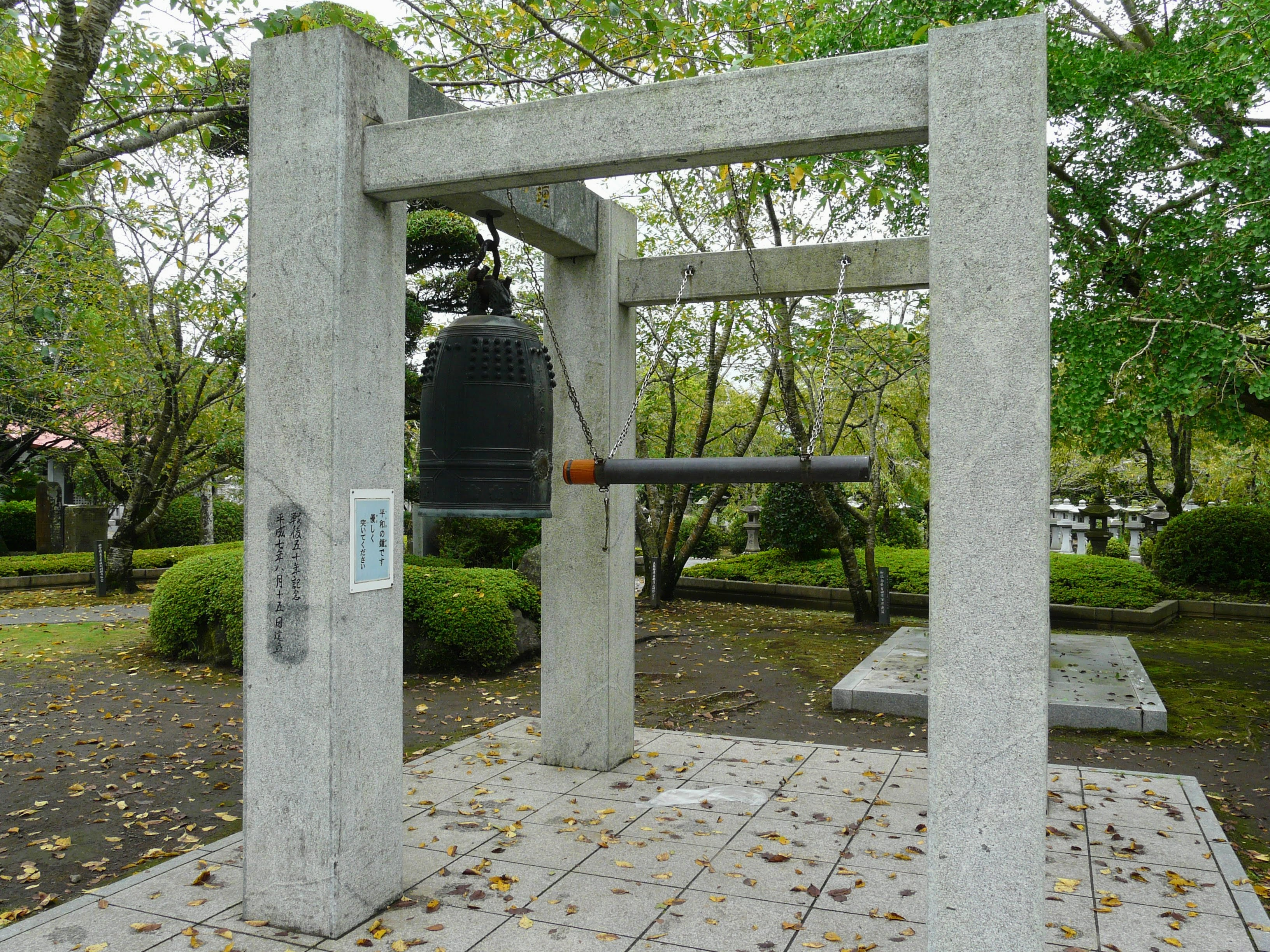
平和の鐘

## 特攻基地の歴史

### 大刀洗陸軍飛行学校知覧分教所(知覧教育隊)

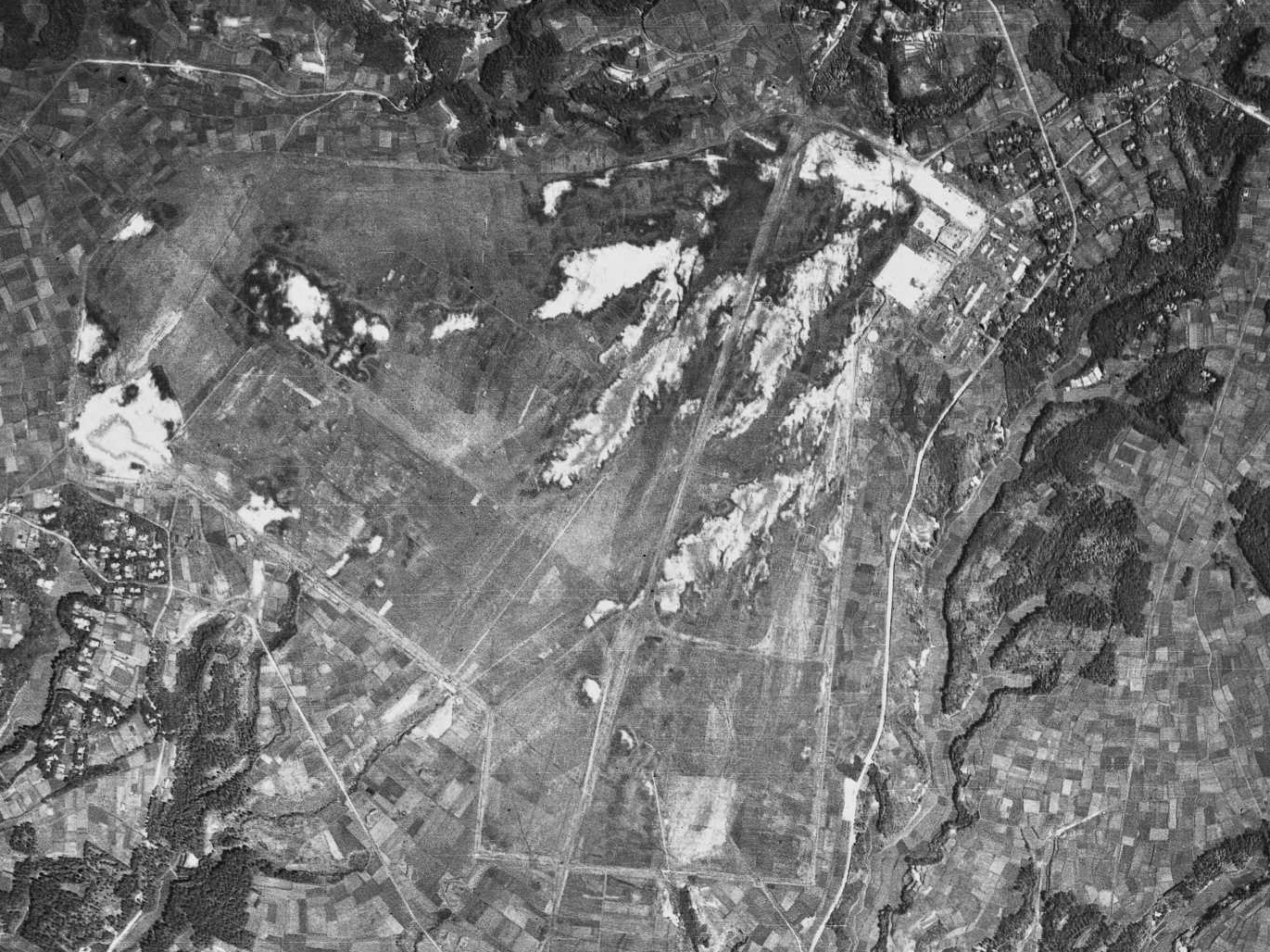
知覧飛行場跡地（1947年）

大東亜戦争（太平洋戦争）直前の1941年（昭和16年）12月、知覧町に陸軍の飛行場が完成。飛行場は直ちに大刀洗陸軍飛行学校知覧分教所となり、戦争に突入した翌1942年（昭和17年）1月、最初の入校者78人が知覧に到着した。同年3月には名称が知覧教育隊に変更された、少年飛行兵や特別幹部候補生の教育を担任した。
1944年（昭和19年）2月、複雑であった内地航空関係教育部隊を改編、大刀洗飛行学校は廃止され第51航空師団の一部となった。知覧には同師団隷下の第40教育飛行隊が設置された。40教飛では特別操縦見習士官の戦闘機操縦教育が実施された。

### 特別攻撃隊の拠点化

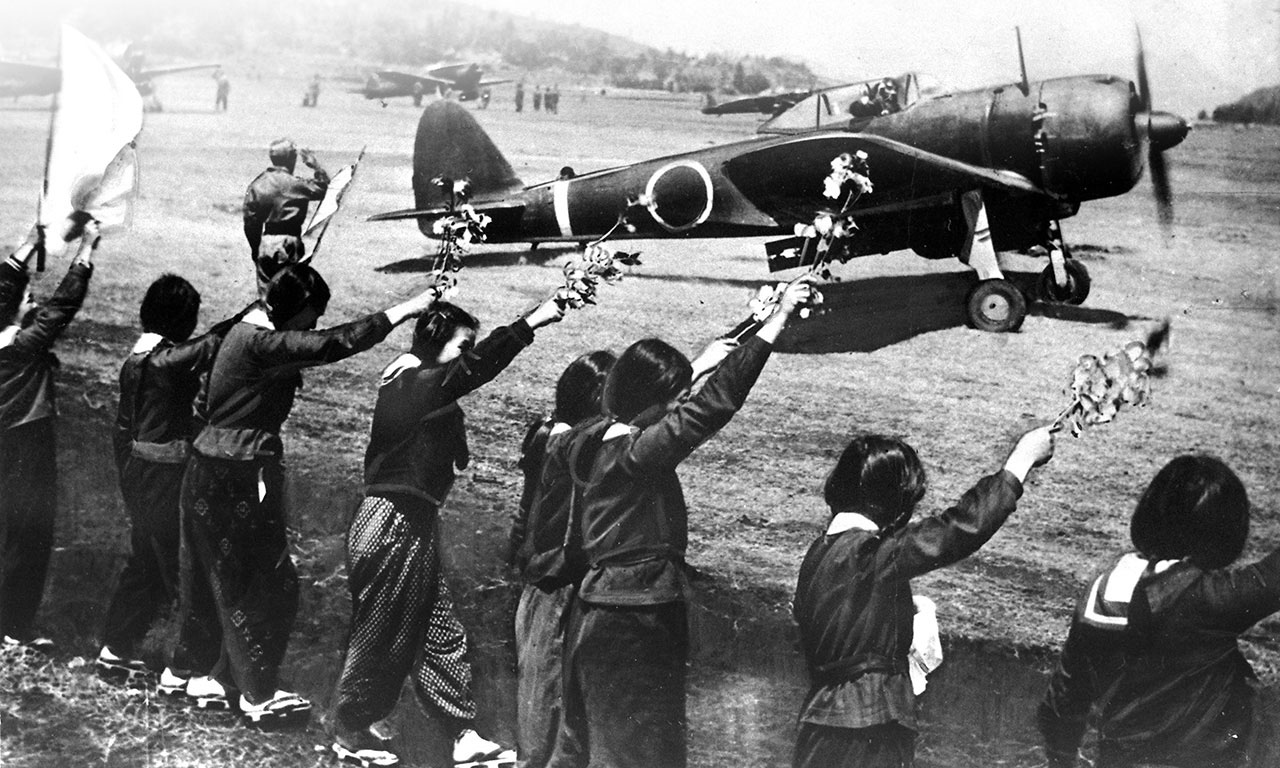
出撃する第20振武隊穴澤利夫少尉とそれを見送る知覧高等女学校生徒。
早川弘カメラマン撮影。構図が決まり過ぎていてやらせか合成ではないかとの噂もあったが、見送ったという女性からはそのような節は一切なかったとの証言が出ている（毎日放送2025-7-27映像’２５『戦中写真は語る』）。

戦況の激化により特別操縦見習士官第2期生の教育を実施していた在知覧の第40教育飛行隊は、戦況の激化により熊本、岐阜と移駐していき、知覧飛行場における教育は昭和19年末に廃止された。昭和20年になると、米軍の沖縄侵攻阻止のため、直接あるいは中継を挟んでの間接的な特攻隊の出撃飛行場及び掩護部隊、艦船に対する通常攻撃を主任務とする襲撃戦隊の飛行場として使用された。

1945年3月20日付で、参謀本部から『「と」号部隊』と呼ばれる陸軍特攻隊の編成が発令される。同時に陸軍第6航空軍は連合艦隊の指揮下に入り、振武隊は海軍側の特攻隊として既に動き出していた神風特攻隊と共同歩調を取ることになる。そして沖縄戦が始まった4月1日、第二十振武隊を皮切りに知覧からの特攻出撃が始まった。以後は海軍の鹿屋航空基地とともに特攻出撃の最前線となり、戦艦大和の最期となった坊ノ岬沖海戦と連携した菊水一号作戦においては、一度の戦いでは最大級となる陸海軍合わせて300機もの出撃の一翼を担い、アメリカ海軍に多大な損害を与えた。
知覧を含む九州の各航空基地から出撃した特攻機から大きな損害を被ったアメリカ海軍は「特攻機の技量と効果および艦艇の喪失と被害の割合がきわめて高いので、今後の攻撃を阻止するため、利用可能なあらゆる手段を採用すべきである｣｢投入可能な全航空機をもって、九州および沖縄の飛行場にたいして、実施可能なあらゆる攻撃を加えるよう意見具申する」 として戦略爆撃機B-29による九州の特攻基地爆撃を要請した。海軍の要請に基づき、九州の飛行場に対する集中的な戦術爆撃が行われることとなり、なかでも、4月上旬から延べ2,000機のB-29が、都市の無差別爆撃任務から、 九州の航空基地の攻撃に転用されている。

日本軍はB-29の来襲をいち早く察知すると、特攻機を退避させるか巧みに隠した。そして爆撃で滑走路に開いた穴はその日のうちに埋め戻しており効果は限定的だった。B-29は飛行場攻撃に併せて、九州各地の都市にも小規模な無差別爆撃を行った。3月に開始された東京などの大都市圏への無差別焼夷弾爆撃に比べると被害は少なかったが、1945（昭和20）年4月8日の鹿児島市に対する空襲では、一般市民にも死者587人、負傷者424人の人的被害が出た。

陸軍第6航空軍は5月28日の菊水八号作戦を最後に連合艦隊隷属を外れたが、その後も沖縄戦線への特攻は行われた。大規模なものは6月22日の菊水十号作戦まで続き、アメリカ軍艦隊に多大な損害を与えた。アメリカ軍の公式記録上、沖縄戦でのアメリカ海軍の損害は、艦船沈没36隻、損傷368隻、艦上での戦死者は4,907名、負傷者4,824名と大きなものとなったが、その大部分は特攻による損害で、アメリカ海軍史上単一の作戦で受けた損害としては最悪のものとなっている。6月25日、沖縄での組織的戦闘が終了（沖縄敗戦）するという大本営発表で知覧もその役目を終えるかに見えた。しかし、米軍の日本本土上陸はもはや間近に迫っており、知覧飛行場は帝国陸軍の本土防衛の最前線となっていた。出撃は8月15日の終戦まで、散発的に続いていった。

陸軍関連の総出撃者1,036人のうち、全体の4割ほどにあたる439人が知覧から出撃したと会館では記録している。が、資料によっては変動も見られる。

知覧から出撃した航空機は九七戦が最も多く、ついで一式戦という順になっている。

### 女学校による奉仕

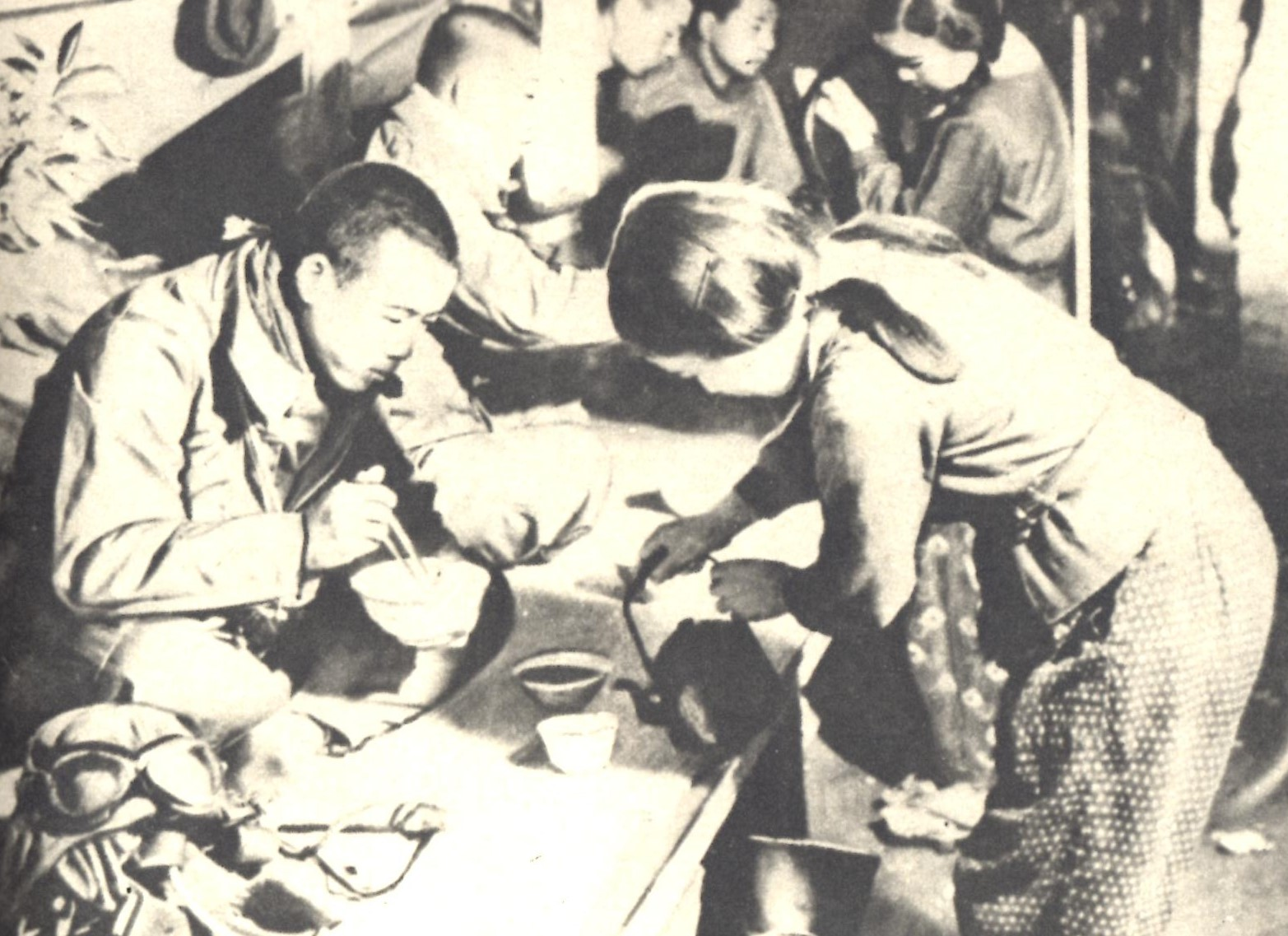
知覧高等女学校生による出撃当日の朝食の給仕

この女学生による奉仕隊は「なでしこ隊」と記述される事が非常に多いが、『知覧特攻平和会館紀要』による聞き取りによると、特に団体の名称はなかったが、この奉仕に参加した知覧高等女学校3年生の戦後の集まりを「なでしこ会」とし、沖縄の「ひめゆり学徒隊」が世に知られると「なでしこ隊」と呼ばれるようになったという。
ここでは便宜上、「奉仕隊」を使用する。
知覧飛行場では知覧高等女学校（現・薩南工業高校）の女生徒が勤労奉仕隊として振武隊員の寝床作りから食事の給仕、掃除、洗濯、裁縫、などで身の回りの面倒を見ていた当初奉仕隊は18人であったが、振武隊員が増えるに従って順次増員され延べ人数は100人になったという。
奉仕隊には特攻担当、戦隊担当があり、特攻専属という位置づけではない。打ち解けるに従って隊員は彼女らを妹の様にかわいがり、彼女らも隊員と一緒に談笑したり、手作りのマスコットを送ったりと隊員の心の支えになっていた。知覧基地内の特攻隊員の行動は自由で、女学生が作業をしていると、｢美人がいるという噂だから｣｢歌がうまい生徒がいると聞いて｣などと言ってグループで女学生らを見物に来ることもあったという。そのようなオープンな状況であったので、憲兵の中には特攻隊員と女学生が深い仲になっていると疑う者もおり、ある日奉仕隊の前田笙子が、空襲のときに特攻隊員に庇われて松林に退避したことがあったが、のちに憲兵から｢松林で何をしていた｣と尋問され、前田は憲兵から、全くの事実無根の不純な目で見られていることを知って腹立たしい思いをしている。ただし、進発飛行場を有する知覧は、本土ながらも戦地であるため航空軍でも女性関係で士気が低下することや防諜など、憲兵として軍務上注意を払っていたことも考慮しなければならない。前田ら奉仕隊の学生にとって、特攻隊員は男女の情愛の対象などではなく、やがて靖国神社に祀られる生き神様という認識であり、積極的に声をかけることも憚られたという。
しかし、特攻隊員は献身的に身の回りの世話をしてくれる彼女らを信頼し、家族への遺書を託したり、自分の夢や本心を打ち明けたりする隊員もいた。奉仕隊の女学生も、次第に情に絆されるようになり、当番兵から特攻隊員に機内食のおにぎりを配れと命令をうけたさいに、それだけでは気持ちが伝わらないと考えて、操縦席を桜の小枝で飾るようにし、出撃の際には桜の小枝を持って見送りするようになった。
この奉仕隊による勤労奉仕は3週間で終了となったが、打ち切られた理由は、女学生の一人が特攻隊員にぜひ一緒に特攻機に乗せていってほしいと懇願し、あまりの熱意にほだされたその特攻隊員が女学生を特攻機に乗せようとして問題となったことがあり、急遽勤労奉仕を中止にしたとも言われている。

## アクセス

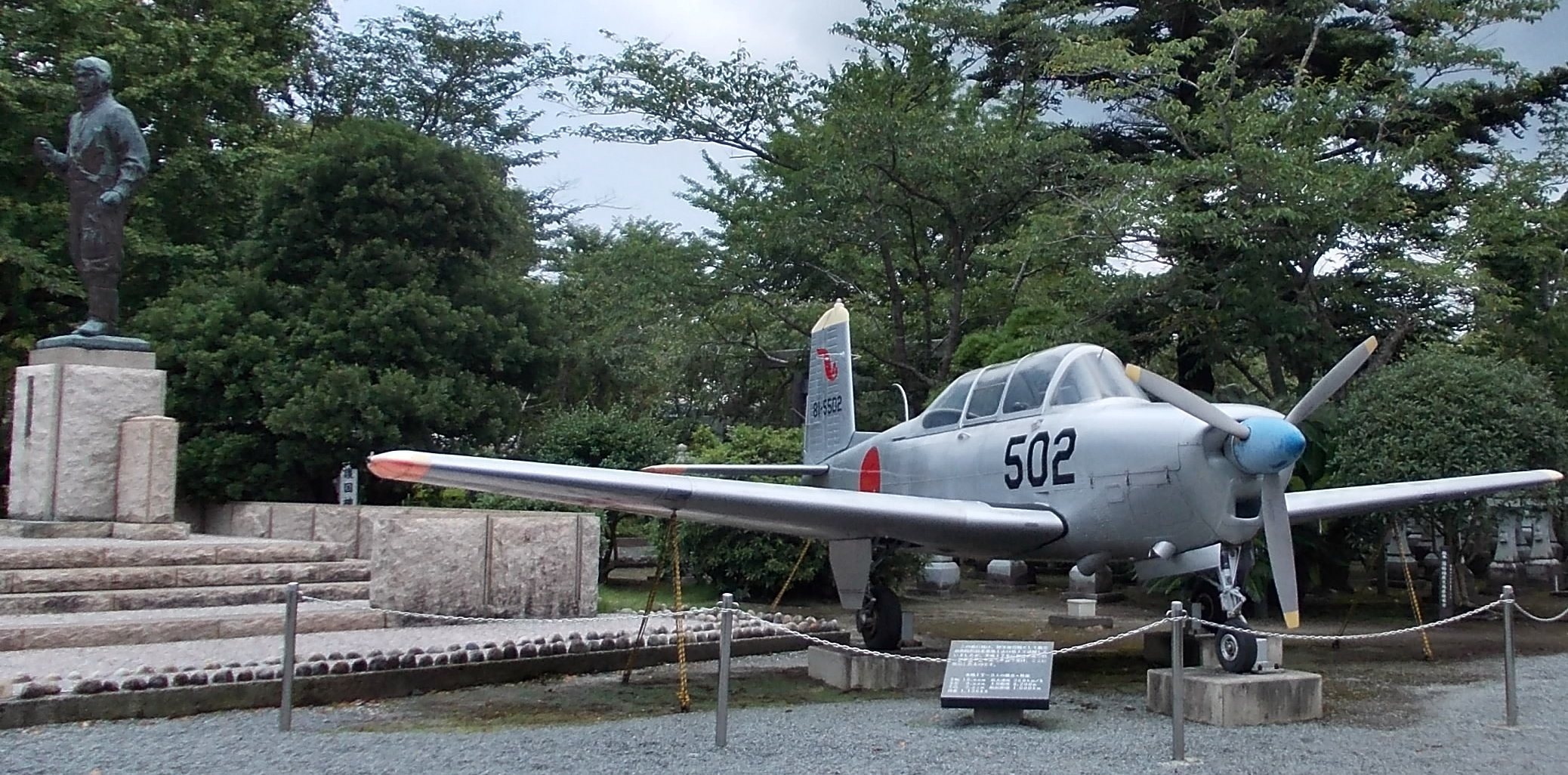
屋外に展示されている特攻隊員の銅像「とこしえに」と航空自衛隊練習機T-3

### 公共交通機関
- JR九州新幹線鹿児島中央駅東口バスターミナル東16番乗り場、または指宿枕崎線平川駅から鹿児島交通バス知覧線、特攻観音入口行きで終点の知覧特攻観音入口バス停下車、徒歩3分。毎日8往復運転、他に知覧止まりのバスが4便ある。
- JR指宿枕崎線指宿駅、または喜入駅から鹿児島交通バスの知覧武家屋敷入口行きで特攻観音入口バス停下車。指宿から毎日5往復、喜入駅からは毎日10往復運転。
- JR指宿枕崎線枕崎駅から鹿児島交通バス知覧行きで特攻観音入口バス停下車。平日1日4往復、土曜・日曜・祝日は2往復運転。

### 道路
- 最寄りインターチェンジ：南薩縦貫道南九州知覧インターチェンジ又は指宿スカイライン知覧インターチェンジ